# 살구뉴스
살구뉴스(salgoonews)는 대한민국의 인터넷 언론이다. 페이스북, 트위터, 인스타그램, 카카오스토리 등 SNS을 통해 뉴스를 제공한다. 2021년 3월 26일일에 창간되었다.

## 개요
2023년 1분기 기준 언론중재위원회의 1, 2, 3차 시정권고위원회 결과, 살구뉴스는 3개월간 12건의 시정권고를 받았다. 이 중 10건은 사생활을 침해했다는 이유였으며 2건은 범죄사건과 관련하여 혐오감과 충격을 조장한다는 판단을 받았다.